# Цусима, Тадаюки
Тадаюки Цусима (яп. 対馬忠行; 18 ноября 1901, Кагава — 11 апреля 1979, Внутреннее Японское море) — японский марксист, публицист и переводчик книг, критик сталинизма и советской модели как государственного капитализма.

## Биография
Родился в префектуре Кагава в 1901 году. После того, как бросил третью среднюю школу префектуры Киото, участвовал в анархистском движении.
В 1925 году, прослушав лекцию одного из ведущих интеллектуалов и кратковременного лидера Коммунистической партии Японии Кадзуо Фукумото, решил перейти на позиции марксизма. Однако Цусима быстро разочаровался в КПЯ, особенно в её теоретической стратегии «двух стадий» революции. В 1928 году написал свой оригинальный трактат «История развития японского пролетариата» и участвовал в дебатах о японском капитализме под псевдонимом Такехати Ёкодзе как член «Рабоче-крестьянской фракции».
Цусима обратился к идеям Льва Троцкого, однако ортодоксальный троцкизм его тоже не устраивал. В 1950 году он опубликовал «Критику сталинизма», став в японском левом движении одним из пионеров разоблачения сталинистской модели. В этом году он столкнулся в дискуссии с Ицуро Сакисакой и другими из-за характера Советского Союза.
Цусима был откровенно критичен к социально-политической системе СССР как бюрократической диктатуре и отказывал ей в социалистическом характере. Он стоял на той позиции, что в социалистическом обществе не должен действовать закон стоимости, в противовес поздней сталинской работе «Экономические проблемы социализма в СССР» (1952). Цусима критиковал её в своей книге «Кремлёвский миф» (1956), уличая Сталина в непонимании марксистской теории.
На основе теории, что в Советском Союзе существует государственный капитализм, Цусима организовал «Ассоциацию Искры», однако та не выросла за рамки небольшого кружка. Впрочем, его критика сталинизма и осуществлённые им многочисленные переводы Льва Троцкого, а также ряда посттроцкистских «госкаповцев» (Тони Клиффа, Раи Дунаевской, С. Л. Р. Джеймса), возымели значительное теоретическое влияние на последующих антисталинистских левых.
11 апреля 1979 года он покончил жизнь самоубийством, войдя в воду с парома, плывущего во Внутреннем японском море. Тело подняли только четыре месяца спустя, 11 августа.